# Kenny Dalglish
Kenneth Mathieson "Kenny" Dalglish MBE (* 4. března 1951, Glasgow, Skotsko, Spojené království) je skotský bývalý fotbalista a současný fotbalový trenér.

## Fotbalová kariéra
Během dvaceti let hráčské kariéry Dalglish hrál pouze ve dvou klubech, v klubu Celtic FC ve Scottish Premier League a v anglické Premier League v Liverpoolu. S oběma kluby dosáhl výborných výsledků, zejména třikrát vyhrál Ligu mistrů s Liverpoolem. Dalglish drží dva rekordy ve skotské fotbalové reprezentaci, nejvyšší počet startů, 102. Během nichž nastřílel, stejně jako Denis Law, rekordních 30 gólů.
S fotbalem začal v mládežnických týmech Celticu, do prvního mužstva se poprvé dostal roku 1971. Roku 1975 se stal kapitánem týmu. Mezi lety 1971 a 1977 vyhrál čtyřikrát skotskou ligu, čtyřikrát Skotský pohár a jednou Skotský ligový pohár. Roku 1977 zaplatil Bob Paisley částku 440 000 liber za jeho příchod do Liverpoolu, což byl tehdy na ostrovech rekord.
V dresu Liverpoolu vyhrál 7 ligových titulů, třikrát Ligu mistrů a pětkrát FA Cup. Tyto obrovské úspěchy mu přinesly přezdívku King Kenny.
Roku 2009 jej magazín FourFourTwo vyhlásil nejlepším britským poválečným útočníkem. Pelé ho roku 2004 zařadil mezi 125 nejlepších žijících fotbalistů. V anketě Zlatý míč, která hledala nejlepšího fotbalistu Evropy, se roku 1983 umístil na druhém místě.

## Trenérská kariéra
Dalglish se v roce 1985 po tragédii na stadionu Heysel stal hrajícím trenérem Liverpoolu. Již v prvním roce své trenérské kariéry vyhrál s týmem ceněný double, tedy anglickou ligu i FA Cup. Během jeho šestiletého trenérského účinkování v letech 1985–1991, Liverpool vyhrál třikrát ligu a dvakrát FA Cup.
Roku 1991 přešel do Blackburn Rovers a dokázal jej dovést z druhé ligy k vítězství v Premier League. Jeho angažmá v Newcastle United od roku 1997 již nebylo tak úspěšné. Roku 1999 se stal sportovním ředitelem v Celticu, ovšem v této funkci skončil již o rok později.
Mezi lety 2000 a 2010 se věnoval společně se svou manželkou zejména charitě. 8. ledna 2011 se Dalglish stal po odvolání Roye Hodgsona podruhé trenérem Liverpoolu.

## Úspěchy

### Klubové
Celtic FC
- Scottish First Division (4) - 1972, 1973, 1974, 1977
- Scottish Cup (4) - 1972, 1974, 1975, 1977
- Scottish League Cup (1) - 1975

Liverpool
- Premier League (6) - 1979, 1980, 1982, 1983, 1984, 1986
- FA Cup (1) - 1986
- Anglický ligový pohár (4) - 1981, 1982, 1983, 1984
- Charity Shield (5) - 1980, 1981, 1982, 1983 (sdílené), 1986
- Liga mistrů UEFA (3) - 1978, 1981, 1984
- Superpohár UEFA (1) - 1978

### Trenérské
Liverpool
- Premier League (3) - 1986, 1988, 1990
- FA Cup (2) - 1986, 1989
- Charity Shield (4) - 1986 (sdílené), 1988, 1989, 1990 (sdílené)

Blackburn Rovers
- Barclays Premier League (1) - 1995
- Druhá anglická liga (1) - 1992

Celtic FC
- Skotský ligový pohár (1) - 2000